# Polycelis
Polycelis és un gènere de triclàdide planàrid que habita a l'aigua dolça de gran part de l'hemisferi nord.
Originalment Ehrenberg va encabir dins el nom genèric Polycelis tots els turbel·laris amb múltiples ulls, incloent-hi planàries terrestres i policlàdides a més a més d'alguns triclàdides d'aigua dolça. Tot i que actualment el gènere Polycelis només inclou espècies de planàrids, les relacions entre les diverses espècies descrites no estan clares i podria ser que Polycelis s'hagués de dividir en diferents gèneres nous.
L'espècie tipus és Polycelis nigra.
Les espècies de Polycelis es caracteritzen per presentar una filera de múltiples ulls al marge anterior del cos.

## Taxonomia
- Polycelis benazzii
- Polycelis bilinearis
- Polycelis borelli
- Polycelis brunnea
- Polycelis catulus
- Polycelis cormita
- Polycelis eburnea
- Polycelis elegans
- Polycelis eurantron
- Polycelis felina
- Polycelis gracilis
- Polycelis kashmirica
- Polycelis lactea
- Polycelis linkoi
- Polycelis nigra
- Polycelis nigro-fusca
- Polycelis oculimarginata
- Polycelis pallida
- Polycelis panniculatus
- Polycelis polychroa
- Polycelis polyopis
- Polycelis pulla
- Polycelis receptaculosa
- Polycelis relicta
- Polycelis schmidti
- Polycelis sierrensis
- Polycelis stummeri
- Polycelis surantion
- Polycelis tasmanica
- Polycelis tenuis
- Polycelis tothi
- Polycelis vaginuloides

## Distribució
Polycelis presenta una àmplia distribució, les seves espècies habiten a Europa, Àsia central, Extrem Orient, i Estats Units.